# NGC 5806
NGC 5806 est une galaxie spirale barrée située dans la constellation de la Vierge. Sa vitesse par rapport au fond diffus cosmologique est de 1 546 ± 14 km/s, ce qui correspond à une distance de Hubble de 22,8 ± 1,6 Mpc (∼74,4 millions d'al). NGC 5806 a été découverte par l'astronome germano-britannique William Herschel en 1786.

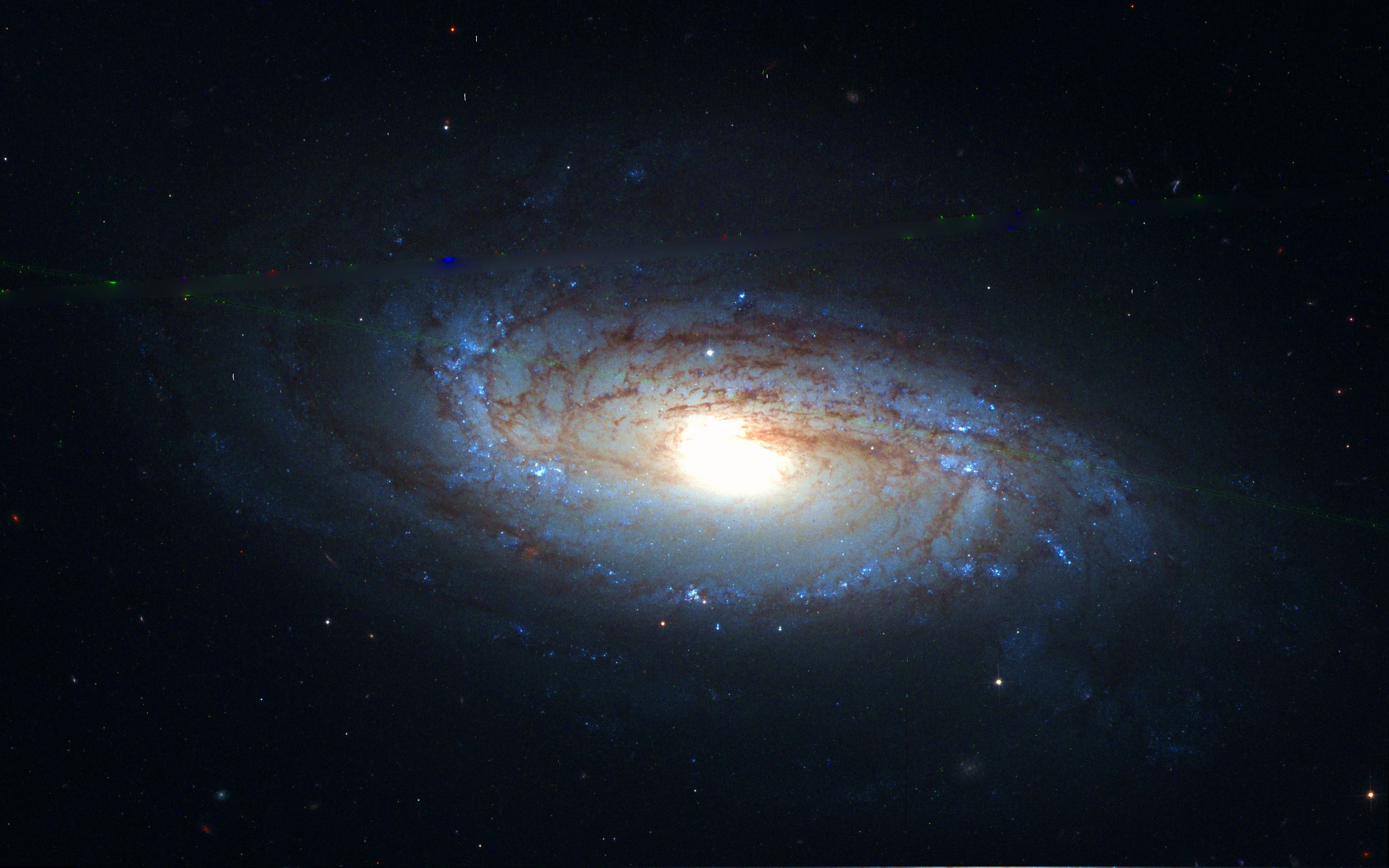
NGC 5806 par le télescope spatial Hubble.

La classe de luminosité de NGC 5806 est II et elle présente une large raie HI. C'est une aussi galaxie active de type Seyfert 2. De plus, c'est une galaxie active à raies d’émissions optiques étroites(NLAGN).
À ce jour, 26 mesures non basées sur le décalage vers le rouge (redshift) donnent une distance de 24,631 ± 3,245 Mpc (∼80,3 millions d'al), ce qui est à l'intérieur des valeurs de la distance de Hubble.

## Un disque entourant le noyau
Grâce aux observations du télescope spatial Hubble, on a détecté un disque de formation d'étoiles autour du noyau de NGC 5806. La taille de son demi-grand axe est estimée à 420 pc (~1 370 années-lumière).

## Supernova
Deux supernovas ont été découvertes dans NGC 5806 : SN 2004dg et SN 2012P.

### SN 2004dg

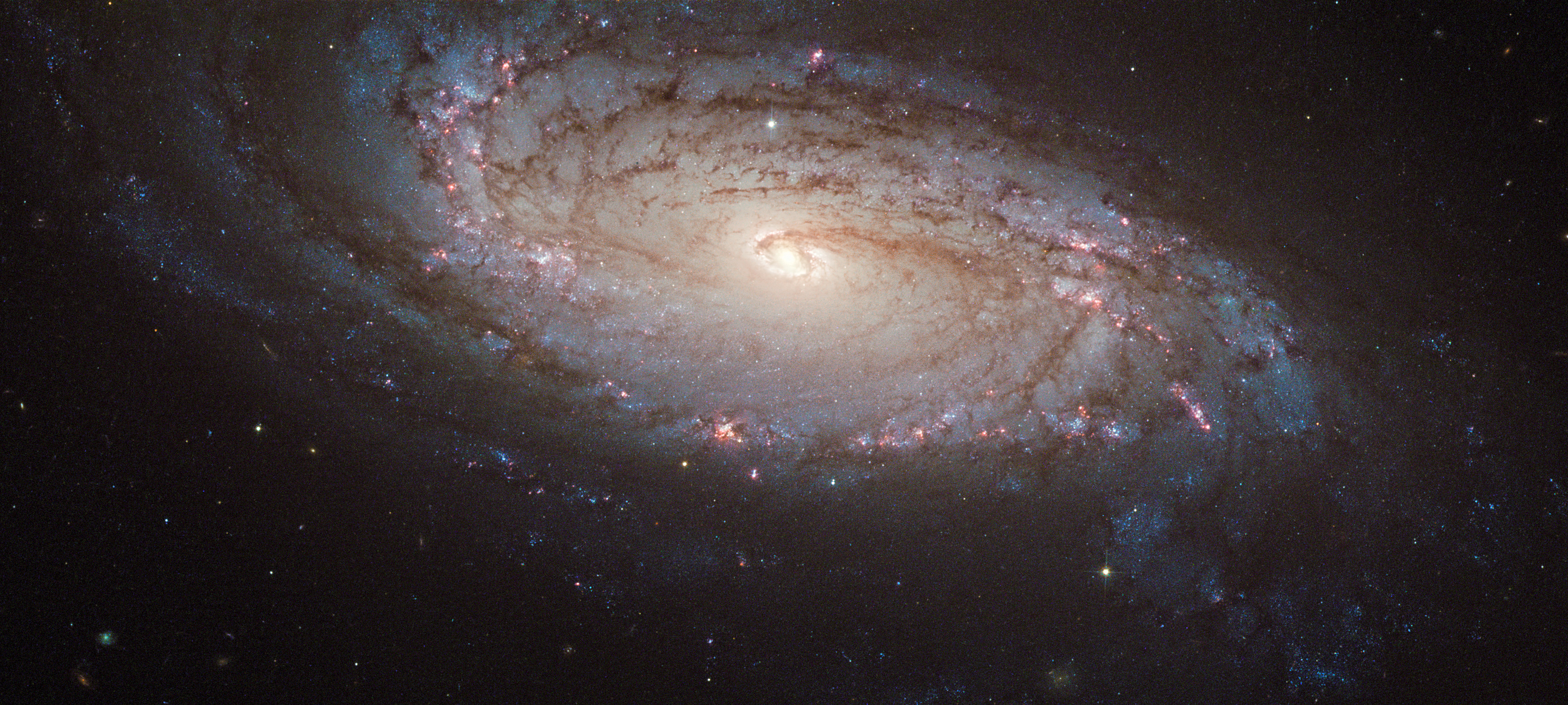
Une superposition de deux images, l'une lors de la supernova 2004dg et l'autre captée en 2005 montre l'emplacement de la supernova, le point jaunâtre au bas de l'image.

Cette supernova a été découverte le 19 juillet 2004 par A. Vagnozzi, D. De Pasquale, F. Guerri, G. Guerri, M. Cristofanelli et S. Romanelli de l'« Associazione Ternana Astrofili ». Cette supernova était de type II.

### SN 2012P
Cette supernova a été découverte le 22 janvier 2012 par Fabio Briganti du groupe Italian Supernovae Search Project. Cette supernova était de type IIb.

## Groupe d'IC 1066
Selon Abraham Mahtessian, NGC 5806 fait partie d'un groupe de galaxies qui compte 15 membres, le groupe d'IC 1066. IC 1066 n'est ni la plus brillante ni la plus grosse galaxie du groupe, mais c'est la première galaxie de la liste de Mahtessian. Plusieurs des galaxies de cette liste se trouvent dans d'autres groupes décrits par d'autres sources, dont NGC 5806 dans un groupe qui porte son nom. Les membres du groupe selon l'ordre décrit pas Mahtessian sont : IC 1066, IC 1067, NGC 5770, NGC 5774, NGC 5775, NGC 5806, NGC 5813, NGC 5831, NGC 5839, NGC 5838, NGC 5845, NGC 5846, NGC 5854, NGC 5864 et NGC 5869.
Le groupe de d'IC 1066 fait partie de l'amas de la Vierge III.

## Groupe de NGC 5806
Selon A. M. Garcia NGC 5806 fait partie d'un groupe de galaxies qui porte son nom. Le groupe de NGC 5806 compte six membres. Les cinq autres galaxies du groupe sont NGC 5811, NGC 5838, NGC 5839, NGC 5845 et UGC 9661. Richard Powell mentionne aussi NGC 5806 sur son site, mais selon lui c'est une galaxie de l'amas de la Vierge III qui ne fait partie d'aucun groupe.